# Genista cadasonensis
Genista cadasonensis är en ärtväxtart som beskrevs av Vals. Genista cadasonensis ingår i släktet ginster, och familjen ärtväxter. Inga underarter finns listade i Catalogue of Life.